# 無線殺機
《無線殺機》（英語：Drop）是一部2025年美国驚悚片，由克里斯多福·藍登执导，吉莉安·雅各布斯和克里斯·罗奇编剧。主演有梅根·費伊、布蘭登·斯克勒納、薇奥莱特·比恩以及杰弗里·塞尔夫。
《無線殺機》2025年3月9日在西南偏南首映，2025年4月11日由环球影业在美国上映。影片获得了影评人的积极评价，特别是其剧情以及費伊的表演。该片的制作预算为1100万美元，全球票房收入达到了2870萬美元。

## 剧情
维奥莱特是一位单亲妈妈，丈夫布莱克曾有家暴行为，最终自杀。如今，维奥莱特尝试重新开始约会。当晚，她将年幼的儿子托比留给妹妹珍照看，独自前往高层餐厅赴与交友软件认识数月的亨利的约会。在等待亨利期间，维奥莱特结识了酒保卡拉、钢琴师菲尔以及两位食客理查德（正在相亲）和康纳。这时，维奥莱特开始收到来自陌生人的梗图，而且内容变得越来越具威胁性。亨利随后到达，两人被安排在靠窗的位置，由新来的服务员马特接待。维奥莱特继续收到讯息，亨利尝试帮助她找出是谁发的，推测可能是餐厅内的某位顾客。尽管维奥莱特尽力忽视这些信息，但骚扰不断升级，最终陌生人命令她查看家中的监控摄像头。
透过摄像头，维奥莱特看到一名蒙面枪手将珍打晕，把托比锁在房间里。骚扰者威胁她不得报警或离开，否则托比就会被杀害。维奥莱特意识到餐厅被安装了监听设备，她的一举一动都透过监控攝影機被观察着。陌生人指使维奥莱特从亨利的包里取出相机销毁SD卡。维奥莱特照办，发现亨利是一位为市长工作的摄影师，拍摄到了贪污的证据。亨利对维奥莱特的异常行为起疑，准备离开，但维奥莱特吻了他，鼓励他留下，同时坦白了自己与布莱克婚姻中的创伤经历。随后，陌生人指示维奥莱特去洗手间取毒药毒杀亨利。
维奥莱特怀疑康纳是幕后黑手，尝试与他对质但无果。她不愿杀死亨利，于是偷偷将一张写有求救信息的纸条递给了菲尔。不久后，菲尔在试图离开时中毒身亡。骚扰者因她的失败非常生氣，命令她立刻杀死亨利。维奥莱特点了几杯烈酒，偷偷给亨利的杯子下毒，但当亨利准备喝时，她惊慌失措打翻桌子引发混乱。亨利离开去清理后，卡拉前来关心维奥莱特，提到理查德整晚都在看她，而且他也经历了一次糟糕的相亲。维奥莱特随即前去与理查德交谈，最终理查德承认他就是操控一切的人。
理查德解释说，亨利打算作证揭发他老板——市长的贪腐行为，而他受命要暗杀亨利，再嫁祸给维奥莱特，因为许多人原本就怀疑她是布莱克之死的始作俑者。亨利这时走进来，当着他们的面喝下酒，但当理查德沾沾自喜时，维奥莱特揭露真相，其实她并没有在亨利的酒里下毒，而是下在理查德的甜点里面。理查德愤怒地命令手下杀死托比和珍，自己则拔枪试图射杀维奥莱特，但亨利推开她，自己中弹。混乱中，卡拉也受了重伤。打斗中，餐厅窗户破裂，维奥莱特与理查德双双摔出楼外，理查德坠楼身亡，而亨利救下了维奥莱特。
维奥莱特随后开着亨利的车赶回家，珍已经醒来，正与那名打手搏斗。她与托比逃到楼上，但珍中弹。维奥莱特赶到后与打手激战，但最终被制服。托比拿到枪后，维奥莱特用枪将打手击毙，原来后者正是早些时候假扮维修工上门的男子。事件过后，维奥莱特探望在医院的亨利和珍。市长的罪行被揭露并遭到调查。临别前，珍给维奥莱特和亨利发了一个恶作剧讯息，而两人则计划展开第二次约会。

## 演员
- 梅根·費伊 饰 维奥莱特，丧偶的单亲妈妈
- 布蘭登·斯克勒納 饰 亨利，维奥莱特的约会对象
- 薇奥莱特·比恩 饰 珍，维奥莱特的妹妹，同时也是她儿子的临时保姆
- 雅各布·罗宾逊 饰 托比，维奥莱特的儿子
- 理德·戴蒙德 饰 理查德
- 加布里埃尔·瑞安·斯普林 饰 卡拉
- 杰弗里·塞尔夫 饰 马特
- 埃德·威克斯 饰 菲尔
- 特拉维斯·尼尔森 饰 康纳

## 制作
2024年2月，官方宣布影片《無線殺機》正在筹备中，由克里斯多福·藍登执导，他此前刚退出《驚聲尖叫7》的制作。剧本由吉莉安·雅各布斯和克里斯·罗奇共同编写，主演则确定为梅根·費伊。
2024年3月，布蘭登·斯克勒納加盟剧组。4月，杰弗里·塞尔夫、加布里埃尔·瑞安·斯普林、薇奥莱特·比恩以及雅各布·罗宾逊陆续加入演员阵容。5月，埃德·威克斯的加盟为演员阵容画上句号。
主体拍摄工作于2024年4月下旬在爱尔兰岛启动。

## 发行
《無線殺機》于2025年4月10日在香港上映，4月11日在美国和台湾上映。

## 反响

### 票房
在美国和加拿大，《無線殺機》与《復仇反擊戰》《战·争》《萬王之王》同期上映，首周末预计在3,000家影院内斩获600万至800万美元票房。影片在提前点映场共收入114万美元。該片首日票房為330萬美元，其中當週預映收入約114萬美元。該片首映票房達740萬美元，排名當週第五。

### 影评
根据評論匯總网站爛番茄汇总的132篇评论文章，82%的评论家给予该作正面评价，平均打分为6.7分（满分10分）。该网站总结的评论家共识是“一部具有希治閣风格的惊悚片，巧妙利用现代科技营造曲折剧情，《無線殺機》不仅兑现了其紧凑设定，也成为梅根·費伊展示主演魅力的绝佳舞台。”在Metacritic上，33位影評人共給予了63分的分數（滿分100分），這部電影獲得了「普遍好評」。而由CinemaScore调查的观众评分则为“B”（评分范围为A+至F）。